# 細川治之
細川 治之（ほそかわ はるゆき）は戦国時代の武将。細川氏庶流宍草氏の出身で宍草治之とも。

## 出自
宍草氏（鹿草・完草・莞草）は斯波氏の被官を務めた。『太平記』によると、延元3年/建武5年閏7月2日（1338年8月17日）に鹿草（完草）彦太郎（公相）と細川出羽守が新田義貞を討ち取っている。貞治2年（1363年）には斯波義種が若狭守護となり、守護代として莞草上野介が入国した。康暦2年（1380年）には斯波義将が越前守護となり、鹿草出羽守が入国した。文明年には鹿草兵部大輔入道と子の弥三郎が高野郷を拠点として活動している。斯波氏が衰退すると室町幕府奉公衆に転じた。

## 概要
明応元年（1492年）に室町幕府の外様衆として「細川宍草刑部大輔」が見えるのが初見。永正6年（1509年）6月17日に如意ヶ嶽の戦いで敗北した細川澄元に同行し阿波国へと下向したと考えられ、同年12月には丈六寺に寺領を寄進している。また、細川氏綱が土佐守護代・細川高益を通じて香宗我部氏を自陣に引き入れようとする動きがあったため、氏綱と対立する細川晴元が細川氏之や治之を通じて香宗我部氏を取り込もうとしている。